# キム・ホンソン (アナウンサー)
キム・ホンソン（漢字: 金洪成、ハングル: 김홍성、1969年5月13日 - ）は、大韓民国の韓国放送公社 (KBS) 所属のアナウンサー。
高麗大学校露語露文学科を卒業し、1995年にKBSの公募採用でアナウンサーとして採用され入局した。『挑戦! ゴールデンベル』を長く担当したが、健康上の理由で2005年に降板した。同年12月に始まった『감성매거진 행복한 오후』（感性マガジン 幸せな午後）は、毎日平日の昼12時から放送された主婦を対象とする番組で、キム・ホンソンの親しみやすく肩のこらない司会進行ぶりが人気だった。2007年には交通事故で入院し、番組を休んだ。2008年12月に大韓民国アナウンサー大賞のTV進行（テレビ司会者）賞を受賞した。
2019年3月にKBS編成本部アナウンサー室アナウンサー2部の部長に就任した。